# Now, Not Yet
Now, Not Yet è l'album di debutto del trio statunitense Half Alive, pubblicato tramite RCA Records il 9 agosto 2019.

## Descrizione
Il processo di scrittura delle canzoni per il disco è iniziato nel 2015, prima della formazione della band. Il cantante Josh Taylor annunciò di aver iniziato una sfida nella quale puntava a scrivere più canzoni possibili nel corso dei 7 mesi successivi, con l'obiettivo di arrivare a scriverne 50. Brett Kramer, che Taylor aveva conosciuto frequentando la stessa chiesa, si unì a lui nel progetto. Dopo la formazione della band e l'uscita del loro EP di debutto 3, il bassista J Tyler Johnson si è unito alla band nel 2017. Successivamente, il trio avrebbe affittato un certo numero di Airbnb per scrivere le canzoni dall'album fino al 2019.
Al momento dell'uscita, l'album ha ricevuto recensioni positive ed è entrato anche nelle classifiche statunitensi Heatseekers, Alternative Albums e Rock Albums, raggiungendo il primo posto in classifica nella prima. La band ha intrapreso un tour mondiale a sostegno dell'album nel 2019, con date da agosto a novembre.

## Promozione
Il 3 agosto 2018 la band ha pubblicato il singolo "still feel.", insieme a un video musicale. Sia la canzone che il video musicale hanno attirato l'attenzione e l'elogio di diverse pubblicazioni tra cui Alternative Press, Rock Sound e NPR, ed è stata la prima canzone della band a entrare nelle classifiche statunitensi. Il 18 gennaio 2019, la band ha pubblicato un secondo singolo chiamato "arrow", accompagnato da un video musicale, ed è stato elogiato come uno dei migliori brani della sua settimana di uscita da Time.
La band ha fatto il suo debutto televisivo con un'esibizione di "still feel." sul programma Jimmy Kimmel Live!, recensita positivamente da Rolling Stone e Billboard. Il gruppo ha successivamente annunciato che si sarebbero imbarcati in un tour globale a partire da agosto fino a novembre. Il 13 giugno 2019, la band ha ufficialmente pubblicato un nuovo singolo estratto dall'album, intitolato "RUNAWAY", insieme a un video musicale ed ha annunciato come data di uscita dell'album il 9 agosto 2019. Il 15 luglio Vevo ha pubblicato l'esecuzione di "arrow" e "RUNAWAY" per la serie "Vevo DSCVR". Il 18 luglio pubblicarono "Pure Gold", il quarto singolo estratto dall'album, insieme ad un video. Il 25 luglio 2019, la band ha pubblicato la tracklist ufficiale dell'album. Un quinto singolo intitolato "ok ok?" è stato presentato in anteprima il 31 luglio nel programma Beats 1 di Zane Lowe. Nello stesso giorno è uscito anche un video musicale per la canzone. NPR ha pubblicato le performance di "RUNAWAY", "still feel." e "ice cold" per la serie "Tiny Desk Concert" il 12 agosto. Il 10 settembre la band è apparsa al Late Late Show con James Corden, eseguendo il brano "RUNAWAY". Il video musicale del brano "BREAKFAST", estratto come singolo, è stato pubblicato il 10 ottobre.
Il trio ha pubblicato un EP intitolato "In Florescence" il 1 maggio 2020. L'EP contiene quattro tracce dell'album, rivisitate con la partecipazione di un'orchestra, ed è stato accompagnato da un documentario intitolato "Now, Not Yet: in Florescence", pubblicato su YouTube il 4 maggio.

## Tracce
Testi di Josh Taylor, Brett Kramer e J Tyler Johnson.
1. ok ok? – 3:48 – Mike Crossey
2. RUNAWAY – 2:42 – Mike Crossey
3. Maybe – 3:13 – Mike Crossey
4. the notion – 0:36
5. still feel. – 4:07 (testo: Emiko Bankson, James Krausse, Rachel Kramer) – Eric Palmquist
6. TrusT – 4:17 (testo: Faith Dunsterville) – Mike Crossey
7. arrow – 3:42 – Mike Elizondo
8. Pure Gold – 3:34 – Ariel Rechtshaid
9. ice cold (feat. Kimbra) – 2:57 (testo: Austin Price) – Mike Elizondo
10. Rest (feat. Samm Henshaw) – 3:29 (testo: Emiko Bankson, Samm Henshaw) – Mike Elizondo
11. BREAKFAST – 3:31 – Mike Elizondo
12. creature – 5:35 – Paul Meany